# 341

## Decese
- dată necunoscută: Eusebiu de Nicomidia episcop al Nicomidiei, apoi arhiepiscop al Constantinopolului (n. ?)